# Talal bin Abdullah
Kralj Talal bin Abdullah (Meka, 26. veljače 1909. — Istanbul, 7. srpnja 1972.) bio je kralj Jordana od 20. srpnja 1951. do 11. kolovoza 1952. Bio je sin kralja Abdulaha Ibn Huseina kojeg je naslijedio na tronu 1951., kada mu je otac ubijen 20. srpnja 1951. išavši na molitvu petkom u džamiju Al-Aksu u Jeruzalemu.
Bio je neuračunljiv i nasilnog karaktera i moglo se vidjeti da je Talal psihički bolestan. 
Njegova supruga, kraljica Zein je pobjegla s njihova tri sina iz kraljevske palače ne dozvolivši mu da posjećuje djecu. Na kraju uspjelo joj je nagovarati parlament da mu oduzme kraljevski naslov i da ga natjeraju na abdikaciju 11. kolovoza 1952.
Najstariji sin, 16-o godišnji Hussein I. proglašen je kraljem a Talal je otišao u egzil u Tursku. Smatra se da je pridonio poboljšanju odnosa Kraljevine Jordan s Egiptom i Saudijskom Arabijom.